# Ventrifossa macrodon
Ventrifossa macrodon is een straalvinnige vissensoort uit de familie van rattenstaarten (Macrouridae). De wetenschappelijke naam van de soort is voor het eerst geldig gepubliceerd in 1992 door Sazonov & Iwamoto.